# Cleptoparasitisme

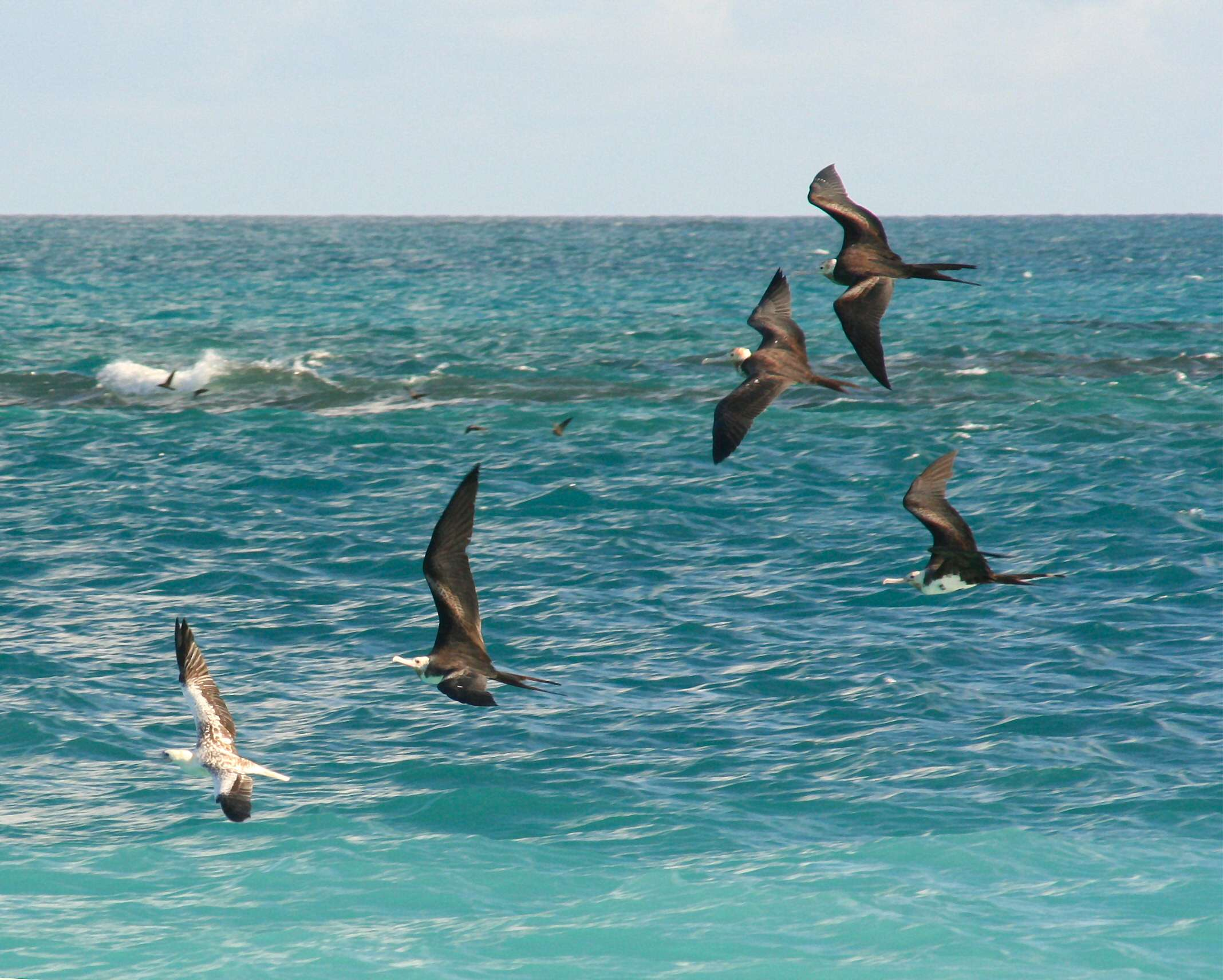
Grup de fregates grans perseguint un mascarell cama-roig per robar-li menjar

El cleptoparasitisme (literalment, parasitisme per robatori) és un comportament animal consistent en l'apropiació per part d'un individu d'uns materials que altre havia caçat, replegat o preparat, com ara material per al niu o, amb més freqüència, aliments, incloent els emmagatzemats.
El paràsit treu el profit d'obtenir així preses o altres objectes que no podria per ell mateix, o bé s'estalvia el temps i l'esforç per aconseguir-ho. No obstant això, el cleptoparàsit pot córrer el risc de patir lesions si la víctima és capaç de defensar la seva propietat.
El cleptoparasitisme pot ser intraespecífic (el paràsit pertany a la mateixa espècie que la víctima) o interespecífic (el paràsit és d'una espècie diferent). En l'últim cas, els paràsits són freqüentment parents propers dels parasitats ("regla d'Emery").
Els animals que utilitzen mètodes molt especialitzats d'alimentació, són sovint objecte del cleptoparasitisme. Per exemple, les garses de mar tenen la capacitat inusual de poder trencar les closques dels musclos; els adults d'aquestes espècies pateixen cleptoparasitisme intraespecífic per part dels joves que encara no són forts ni prou hàbils per obrir les closques amb facilitat. Els ocells cabussadors, que agafen la presa sota la superfície i la porten fora, pateixen cleptoparasitisme interespecífic per part de les gavines, que no poden agafar els peixos del fons per elles mateixes.